# Матумона Лундала
Матумона Лундала (порт. Matumona Lundala, нар. 1 серпня 1972, Есперанса) — ангольський футболіст, що грав на позиції воротаря за клуби «Примейру де Агошту» та «Саграда Есперанса», а також національну збірну Анголи.

## Клубна кар'єра
У дорослому футболі дебютував 1998 року виступами за команду «Примейру де Агошту», в якій провів шість сезонів. 
2004 року перейшов до «Саграда Есперанса», за який відіграв чотири сезони, після чого завершив професійну кар'єру футболіста.

## Виступи за збірну
2001 року дебютував в офіційних матчах у складі національної збірної Анголи. Протягом трьох років провів 17 ігор за національну команду.
Пізніше, у 2006, включався до заявки національної команди на тогорчний Кубок африканських націй, де був запасним і на поле не виходив.